# Phanocles vosseleri
Phanocles vosseleri är en insektsart som först beskrevs av Ludwig Redtenbacher 1908.  Phanocles vosseleri ingår i släktet Phanocles och familjen Diapheromeridae. Inga underarter finns listade i Catalogue of Life.